# Russische Revolution
Als Russische Revolution (russisch Русская революция/ Transkription Russkaja rewoljuzija) bezeichnet man mehrere revolutionäre Umwälzungen in der russischen Geschichte des frühen 20. Jahrhunderts, im engeren Sinn die Februarrevolution 1917, welche das Ende der zaristischen Autokratie zur Folge hatte, und die Oktoberrevolution, die Machtergreifung der Bolschewiki, im selben Jahr. Sie resultierte aus verschiedenen Erosionsprozessen in der russischen Politik und Gesellschaft, darunter den militärischen Misserfolgen im Russisch-Japanischen und im Ersten Weltkrieg, Defiziten bei der Integration neuer gesellschaftlicher Gruppen und Modernisierungsdefiziten des Russischen Kaiserreichs.

## Russische Revolution 1905
Die Russische Revolution 1905 umfasste eine Reihe von Auseinandersetzungen und heftigen regierungsfeindlichen Protesten gegen den Zaren Nikolaus II.
Folgen der Revolution:
- Russland bekam auf Grundlage des Oktobermanifestes Nikolaus’ II. eine Verfassung, die eine Volksvertretung (Staatsduma) vorsah. In der Verfassung wird die dominante Stellung des Zaren betont.
- In der Folgezeit bemüht Nikolaus II. sich, die gemachten Zugeständnisse wieder zurückzunehmen. 1907 wird das Wahlrecht zugunsten eines Zensuswahlrechts geändert, was große Teile der Bauern und Arbeiter von politischer Repräsentanz ausschließt, auch wenn dies einen Verfassungsbruch darstellt. Max Weber prägte hierfür den Begriff „Scheinkonstitutionalismus“.
- Reformen für Agrarwirtschaft (Stolypinsche Reformen) sollten es den Bauern ermöglichen, selbst zu wirtschaften und rationelle Anbaumethoden einzuführen. Ziel war die Schaffung eines bäuerlichen Mittelstandes.

## Russische Revolutionen 1917

### Februarrevolution

Propagandaplakat im Lubok-Stil der zaristischen Kräfte, 1917

Bei Kriegsbeginn 1914 stand die Mehrheit der russischen Bauern hinter der Zarenregierung, die im Bündnis mit Großbritannien und Frankreich stand (Triple Entente). Der für Russland ungünstige Kriegsverlauf und die schlechte Versorgung der Zivilbevölkerung führten jedoch bald zu einem Stimmungsumschwung. Die Protestbereitschaft wuchs, zumal Zar Nikolaus II., der seit August 1915 den militärischen Oberbefehl führte, Reformen ablehnte und stattdessen die polizeiliche Überwachung der Bevölkerung ausweitete.
Die Proteststimmung verschärfte sich zu Beginn des Jahres 1917 spürbar, als Preissteigerungen und eine weitere Verschlechterung der Lebensmittelversorgung die Bevölkerung in Petrograd zu Streiks und Demonstrationen trieben. In der Februarrevolution von 1917 beendeten von Petrograd ausgehende Arbeiteraufstände die russische Zarenherrschaft. Die vom Zar zur Unterdrückung der Aufstände herangezogenen Soldaten weigerten sich nicht nur – anders als 1905 – auf die Demonstrierenden zu schießen, sondern liefen teilweise zu ihnen über. Der Zar musste am 2. Märzjul. / 15. März 1917greg. abdanken.
Die durch den Rücktritt entstandene neue Machtsituation überraschte die bürgerlichen Parteien.
Die Duma setzte eine Provisorische Regierung zunächst unter Ministerpräsident Lwow und dann unter Kerenski ein. Eine erste Amtshandlung war die Verkündung von Grundrechten.
Aus der Revolutionsbewegung entstanden parallel dazu Arbeiter- und Soldatenräte (Sowjets), die aus den Menschewiki und Bolschewiki der Sozialdemokratischen Partei und Sozialrevolutionären bestanden. Die Kommunisten und Sozialrevolutionäre führten unter der Losung Alle Macht den Sowjets die Revolution weiter und verhinderten die Bildung einer bürgerlichen parlamentarischen Demokratie.
Beide Organe kooperierten und konkurrierten im Folgenden miteinander, ohne die volle Macht wirklich zu übernehmen. Währenddessen ereignete sich in der Provinz eine regelrechte Bauernrevolution, der die Provisorische Regierung machtlos gegenüberstand. Dabei organisierten sogenannte Bauernkomitees die Enteignung der Gutsbesitzer.
Die von der provisorischen Regierung propagierte militärische Kraftanstrengung der Kerenski-Offensive an der Front gegen die Mittelmächte scheiterte jedoch im Juli 1917 nach knapp drei Wochen.

### Oktoberrevolution

Die rote Fahne als Zeichen der kommunistischen Revolution

Die von Deutschland unterstützte und von seinen Anhängern umjubelte Rückkehr Lenins aus dem Schweizer Exil nach Russland am 3. April 1917 wirkte sich auf die weitere Lage aus. Lenins politisches Programm umfasste neben der sofortigen Beendigung des Krieges vor allem keinerlei weitere Unterstützung der provisorischen bürgerlichen Regierung, da er diese für kapitalistisch und unfähig hielt.
Besonders die Beendigung des Krieges wurde zum Streitthema der Verantwortlichen. Nach mehreren Umbildungen der provisorischen Regierung hatten einzelne Menschewiki und Sozialrevolutionäre Kabinettsposten erhalten, welche die Regierungslinie, den Krieg fortzuführen, jedoch nicht beeinflussten. Militärische Niederlagen und weitere Verschlimmerungen der Versorgungslage sorgten für einen rapiden Vertrauensverlust der Bevölkerung in die Regierung. Daher konnten die Bolschewiki seit September 1917 klare Mehrheiten in den Sowjets von Moskau und Petrograd für sich verzeichnen.
Damit waren für Lenin, der seine Anhänger bereits seit seiner Rückkehr auf einen bewaffneten Aufstand vorbereitete, nun günstige Bedingungen für eine Revolution gegeben. In der Nacht vom 24. auf den 25. Oktoberjul. (7. bis 8. Novembergreg.) 1917 nahmen bewaffnete Bolschewiki die wichtigsten Einrichtungen der Hauptstadt Petrograd ein, setzten unter Trotzkis Führung die Regierung ab und riefen die Machtübernahme der Sowjets aus, wobei sie auf relativ geringen Widerstand stießen.
Die Bolschewiki setzten sich bei der Errichtung ihrer Diktatur über den Willen der Wähler hinweg. Im November wurde im ganzen russischen Reich die schon lange geplante Wahl zur konstituierenden Versammlung durchgeführt. Die Bolschewiki erreichten einen Anteil von etwa 25 %. Als diese verfassungsgebende Versammlung im Januar 1918 zusammentrat, wurde sie von den Bolschewiki umgehend aufgelöst.
Ob es sich bei der Oktoberrevolution wirklich um eine Revolution handelt, ist umstritten. Heute werden die Ereignisse im Oktober 1917 in der Fachliteratur vielfach als Putsch bzw. Staatsstreich  der Bolschewiki bezeichnet.

## Russischer Bürgerkrieg bis zur Gründung der Sowjetunion 1922
Der russische Bürgerkrieg von 1917 bis 1921 kostete über 8 Millionen Menschen das Leben. Die Bolschewiki gingen als Sieger aus der Auseinandersetzung hervor und gründeten Ende 1922 die Sowjetunion. Der Krieg umfasste (mindestens) vier Auseinandersetzungen:
- Auseinandersetzung mit der deutschen Armee bis zum Friedensvertrag von Brest-Litowsk, danach mit der deutschen Besatzung bis zum Ende des Ersten Weltkriegs.
- Innerer Kampf um die Räteherrschaft gegen die Truppen der Weißen Armee (vgl. auch: Weiße Bewegung) sowie weitere Gegner wie z. B. Grüne Kräfte.
- Kampf in Gestalt der Intervention von 14 Staaten, darunter Deutschland, die USA, Japan, England und Frankreich.[3]
- Unabhängigkeitskämpfe der größeren nationalen Minderheiten.